# Chabrillan

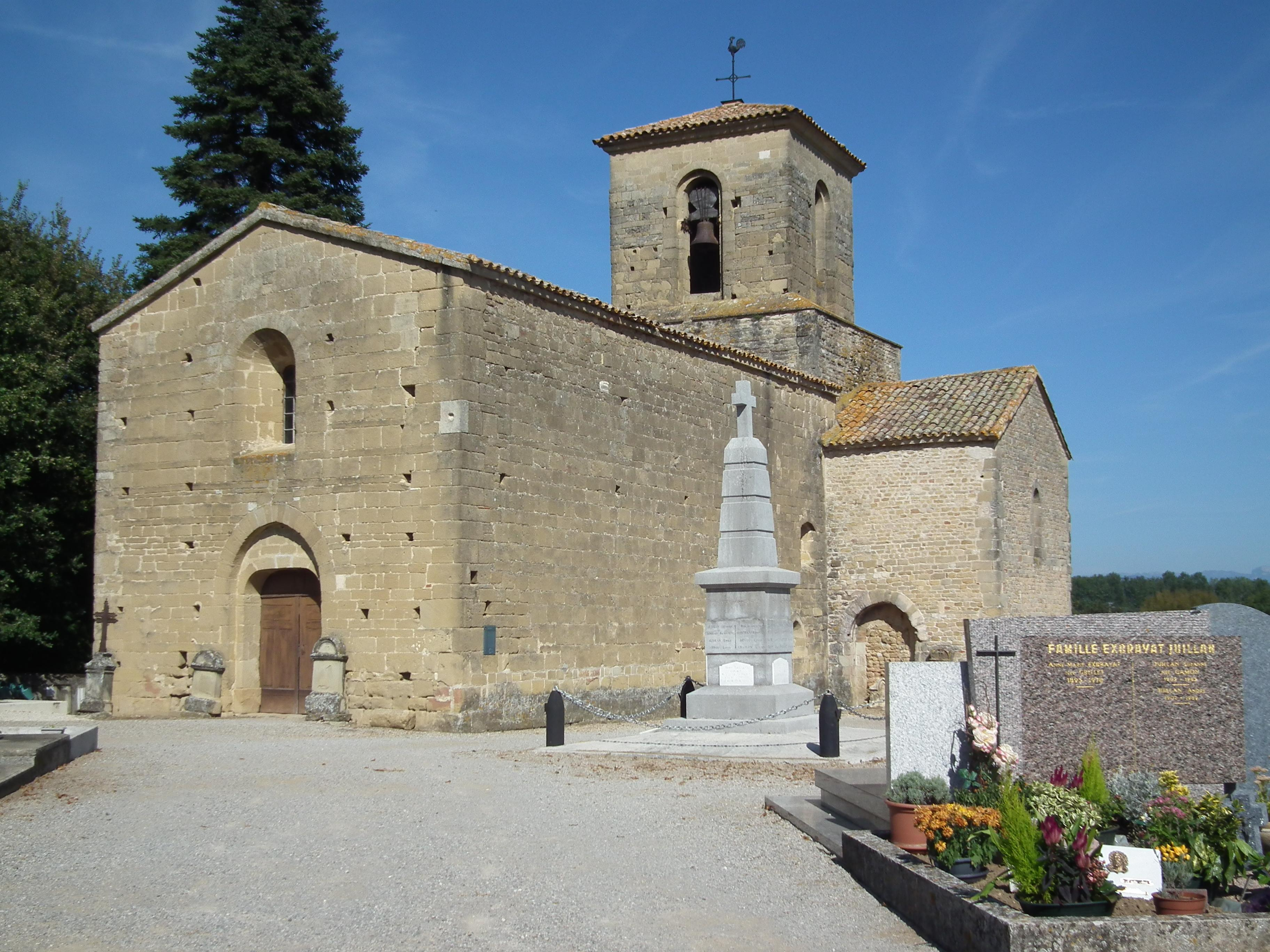
Kościół pw. św. Piotra w Chabrillan, 2011

Chabrillan – miejscowość i gmina we Francji, w regionie Owernia-Rodan-Alpy, w departamencie Drôme.
Według danych na rok 1990 gminę zamieszkiwało 629 osób, a gęstość zaludnienia wynosiła 35 osób/km² (wśród 2880 gmin regionu Rodan-Alpy Chabrillan plasuje się na 1039. miejscu pod względem liczby ludności, natomiast pod względem powierzchni na miejscu 601.).